# عبور از تله
عبور از تله فیلمی به کارگردانی غلامرضا رمضانی و نویسندگی غلامرضا رمضانی و منوچهر شاهسواری محصول سال ۱۳۷۲ است.

## بازیگران
- داوود رشیدی
- حبیب دهقان‌نسب
- شمسی فضل‌الهی
- رضا فیاضی
- رضا خندان
- عنایت‌الله شفیعی
- جمشید جهان‌زاده
- احمد آقالو
- حسین ایل‌بیگی
- اکبر شالیزادگان
- عباس شیرمحمدی
- مهدی نظیری
- پروین میکده
- حمیدرضا مرادی
- محمدعلی پروین
- حسن فرجی
- سیما مافی
- شهره سلطانی
- اسحاق شعبانی
- پریسا مؤمنی
- علی فیض آبادی
- آتنا میرزایی
- محمد گرمه‌ای
- رضا نظری